# 孫家穀
孫家穀（？—？），安徽鳳臺（今安徽省鳳臺縣）人，清朝政治人物、進士出身。

## 生平
咸豐六年（1856年），登進士，同治年間，擔任總理各國事務衙門章京。同治八年，勘查出使各國辦理交涉事務，后擔任荊宜施道。光緒五年，擔任浙江按察使，后署浙江布政使。